# Yahualica, Hidalgo
Yahualica là một đô thị thuộc bang Hidalgo, México. Năm 2005, dân số của đô thị này là 22238 người.